# 598

## Esdeveniments
- Aràbia: Els sassànides s'annexen el sud de la península i el converteixen en província de l'Imperi.[1]
- Osca (Regne de Toledo): Se celebra sínode episcopal peninsular a la ciutat. Concili d'Osca

## Naixements
- 23 d'octubre - La Meca (Aràbia): Alí ibn Abi-Tàlib, quart califa de l'islam. (m. 661)
- Índia: Brahmagupta, matemàtic. (m. 668)

## Necrològiques
- 13 de març - Sevilla (Bètica): Sant Leandre, bisbe.